# Hans Haußmann
Hans Heinrich Haußmann (* 30. März 1900 in Heidelberg; † 1. September 1972 ebenda) war ein deutscher Hockeyspieler.
Hans Haußmann war Defensivspieler beim HC Heidelberg. Er debütierte 1925 als erster Heidelberger Spieler in der deutschen Hockeynationalmannschaft. Bei den Olympischen Spielen 1928 in Amsterdam wirkte Haußmann lediglich bei dem 2:0-Sieg gegen Frankreich mit. Im Spiel um den dritten Platz gegen Belgien schlugen seine Mannschaftskameraden die Belgier mit 3:0 und Haußmann erhielt mit der deutschen Mannschaft die Bronzemedaille. Insgesamt nahm Hans Haußmann von 1925 bis 1928 an vier Länderspielen teil.